# 南蛮文化館
南蛮文化館（なんばん ぶんかかん）は、大阪府大阪市北区中津六丁目にある、近世初期の南蛮美術やキリシタン遺品など約250点を収蔵する私設美術館。

## 概要
中津の地主・北村源助の息子の北村芳郎が1960年頃から、日本とヨーロッパの交流の影響を受けた南蛮美術品の収集を始め、1968年に開館した。「南蛮堂コレクション」で知られる池長孟を手本とした。
気温や湿気による収蔵品の劣化を避けるため、気候が安定した5月と11月の2か月間のみ公開している。

## 指定文化財
- 紙本著色南蛮人渡来図 六曲一双（重要文化財）

## 利用情報
- 開館期間：5月1日 - 31日、11月1日 - 30日
- 開館時間：午前10時 - 午後4時
- 休館日：期間中の月曜日
- 入館料
  - 一般：大人800円、大学生・高校生600円、中学生500円
  - 団体（20名以上）：大人700円、大学生・高校生500円、中学生400円
  - ※小学生以下は無料（引率者の同伴が必要）

## 交通
- 阪急神戸線・宝塚線「中津駅」より徒歩で1分。

## 参考資料
- 矢野孝子「南蛮文化館 父娘の50年◇年2カ月だけの私設美術館、集めた名品を次代へ◇」『日本経済新聞』朝刊2018年5月11日（文化面）
- 杉森哲也『描かれた近世都市』山川出版社